# Prvonožina
Prvonožina is een plaats in de gemeente Velika Gorica in de Kroatische provincie Zagreb. De plaats telt 43 inwoners (2001).